# Římskokatolická farnost Velehrad
Římskokatolická farnost Velehrad je územní společenství římských katolíků s farním kostelem Nanebevzetí Panny Marie a svatého Cyrila a Metoděje v děkanátu Uherské Hradiště.

## Historie farnosti
Součástí velehradského kláštera, který založil z podnětu olomouckého biskupa Roberta (1201–1240) moravský markrabě Vladislav Jindřich v blízkosti vesnice Veligradu (dnešní Staré Město u Uherského Hradiště), byl i klášterní kostel Nanebevzetí Panny Marie (dnes je plné jméno „Bazilika Nanebevzetí Panny Marie a sv. Cyrila a Metoděje“), který byl posvěcen biskupem Robertem na počátku výstavby 27. listopadu 1228. Tehdy byla vysvěcena východní část chrámu (zřejmě presbytář s křížovou lodí), a snad byla v té době hotova i část přilehlých klášterních budov.
Koncem roku 1420 došlo na Moravě k pokusu založit husitský tábor. Podle soudobého kronikáře Vavřince z Březové vznikl tento tábor v Nedakonicích, kde se koncem roku 1420 a počátkem roku 1421 shromáždili sedláci a zemané pod vedením kněží Bedřicha ze Strážnice a Tomáše z Vizovic. Z Nedakonic podnikli moravští táboři počátkem roku 1421 několik výpadů proti okolním klášterům a městům. V polovině ledna zpustošili a vypálili velehradský klášter, upálili zde několik mnichů a po jejich nájezdu zůstal klášter na několik let opuštěný. 
Současnou podobu získal klášter na přelomu 17. a 18. století, po požáru v roce 1681. Po opravách konventu provedl opat Petr Silavecký (1669–1691) obnovu klášterního kostela, v níž pokračovali jeho nástupci opati Bernard Kašpárek (1691-1699), Florián Nezorin a Josef Malý.
Po požáru v roce 1719 připadl opatu Malému nelehký úkol dokončení díla. Druhým svěcením velehradského kostela 2. října 1735 byla přestavba dokončena. Roku 1784 byla však klášter zrušen. V roce 1927 byl na základě rozhodnutí papeže Pia XI. kostelu udělen titul papežské baziliky menší, aby tak zdůraznil cyrilometodějský a unionistický význam Velehradu. Ze stejných důvodů věnoval v roce 1985 papež Jan Pavel II. Velehradu zvláštní vyznamenání – Zlatou růži.

## Duchovní správci
Farnost od roku 1990 spravují jezuité. Dlouholetým farářem zde byl P. Mgr. Petr Přádka, SJ. Toho od 1. února 2019 vystřídal jako administrátor P. Josef Čunek, SJ.

## Bohoslužby
| Kostel                                              | Místo    | Bohoslužba (den)                                 | Hodina                                                           | Poznámka     |
| --------------------------------------------------- | -------- | ------------------------------------------------ | ---------------------------------------------------------------- | ------------ |
| Nanebevzetí Panny Marie a svatého Cyrila a Metoděje | Velehrad | neděle pondělí úterý středa čtvrtek pátek sobota | 7.00, 10.00, 15.00 6.30 18.00 6.30 18.00 6.30, 18.00 9.00, 18.00 | farní kostel |

## Aktivity ve farnosti
Farnost je specifická tím, že zde probíhá nejen obvyklý život farní, ale také poutní. Pravidelně se konají duchovní obnovy, setkání společenství, výuka náboženství, při bohoslužbách zpívá schola.
Ve farnosti se pravidelně pořádá tříkrálová sbírka. V roce 2017 dosáhl výtěžek sbírky na Velehradě 28 304 korun, v Modré 25 169 korun, v obci Salaš 9 097 korun a v Tupesích 38 502 korun.